# Vietnamita
El vietnamita (tiếng Việt en vietnamita) és un idioma que pertany al grup de les llengües austroasiàtiques. Es parla a Vietnam, on té l'estatus de llengua oficial.
També hi ha un nombre molt gran d'emigrants de la diàspora vietnamita que parlen aquest idioma a nuclis de Cambodja, Austràlia i alguns països d'Europa i l'Amèrica del Nord. El nombre total de parlants d'aquesta llengua és actualment d'uns 73 milions
Tot i que havia estat parlat a la zona del Vietnam durant mil·lennis, el vientamita només va reeixir a establir-se com a llengua administrativa de les zones on es parla al segle xx, vers el final de l'època colonial de la Indoxina francesa.

## Història
És probable que en el passat el vietnamita hagi compartit més característiques amb els altres idiomes de la família austroasiàtica, com una morfologia inflexiva i una varietat més rica de grups consonàntics, però aquests trets actualment han desaparegut de la llengua. No obstant això, el vietnamita ha estat força influenciat per la seva situació a l'àrea lingüística del sud-est asiàtic, per això ha adquirit característiques com la morfologia aïllant i la tonogènesi. Aquestes característiques, tot i que podrien haver existit en la llengua prootaustrasiàtica, han arribat a ésser un dels diversos idiomes no relacionats filològicament del sud-est asiàtic. Per exemple, el tailandès (una de les llengües tai-kadai), el tsat (una llengua membre de la família malaiopolinèsia dins de l'austronèsia) i el vietnamita desenvoluparen tons com a característica fonètica.
L'avantpassat del vietnamita es localitzava originàriament a la regió del riu Vermell, el que avui dia és el Vietnam del nord, i durant l'expansió posterior de l'idioma i poble vietnamites cap a la zona que actualment és el Vietnam del centre i del sud (per la conquesta de l'antic regne Xampa i el poble cambodjà del delta del Mekong) el vietnamita fou influenciat lingüísticament pels idiomes indi i malaiopolinesis, fins que el xinès començà a dominar políticament cap a la meitat del mil·lenni I aC.
Amb la dominació política xinesa ve la importància radical del vocabulari i la influència gramatical xinesos. Atès que el xinès fou durant un període llarg l'única llengua de la literatura i el govern, i també la llengua principal de la classe dirigent al Vietnam, molt de lèxic vietnamita consisteix en hán việt, és a dir, paraules derivades del xinès. De fet, mentre que la llengua vernacla del Vietnam gradualment guanyà prestigi al principi del mil·lenni II, continuà escrivint-se en fer servir caràcters xinesos com al Japó, Corea i altres països de l'esfera cultural xinesa.
Mentre el contacte amb Occident creixia, el sistema quốc ngữ d'escriptura romanitzat va ser desenvolupat al segle xvii per portuguesos i altres europeus que es dedicaven al comerç i a la cristianització del Vietnam. Tanmateix, l'escriptura llatinitzada no arribà a dominar fins a principis del segle xx, quan es generalitzà el seu ús en considerar-se que un sistema d'escriptura més senzill podia millorar l'ensenyament i la comunicació de la població en general.

## Distribució geogràfica

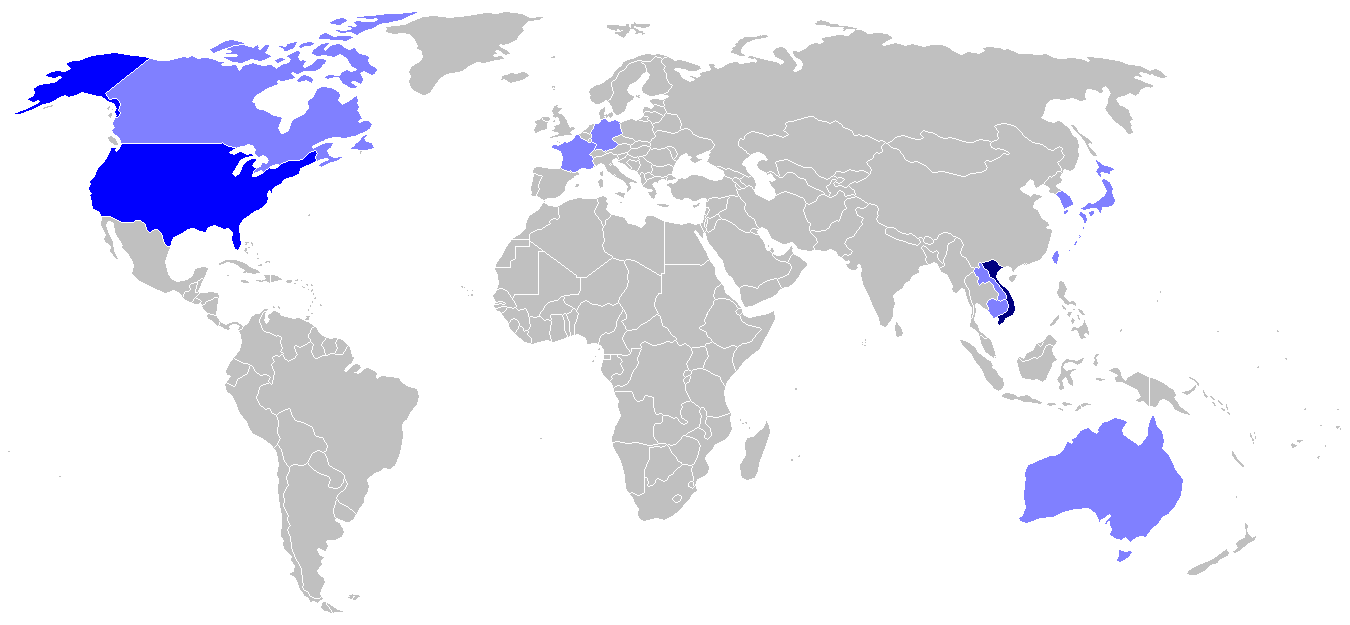
Països amb major nombres de parlants de vietnamita.

D'acord amb la publicació The Ethnologue, el vietnamita es parla Alemanya, Austràlia, Cambodja, Canadà, Xina, Costa d'Ivori, Estats Units, Filipines, Finlàndia, França, Laos, Martinique, Nova Caledònia, Noruega, els Països Baixos, el Regne Unit, Senegal, Tailàndia i Vanuatu.

## Classificació
El vietnamita pertany al grup viet-muong, de la branca mon-kmer de la família austroasiàtica, una família que també inclou al khmer, que es parla Cambodja, i diversos idiomes tribals i regionals, com els munda, que es parlen al nord-est de l'Índia, i altres més al sud de la Xina i la península malaia.
Es considera que el vietnamita pertany a la superfamília àustrica (que també inclou les llengües austronèsies com el malai, el txam, el malgaix, el maori, i el hawaià), encara que s'ha discutit la classificació de la superfamilia àustrica, ja que alguns lingüistes el consideren com una llengua aïllada.
Tipològicament és una llengua aïllant.

## Escriptura
Actualment, l'idioma escrit usa l'alfabet vietnamita (quốc ngữ o "escriptura nacional"), basat en l'alfabet llatí. Fou originalment una romanització d'aquest idioma, introduïda al segle xvii per un missioner jesuïta provinent de França, anomenat Alexandre de Rhodes (1591 - 1660), que es basava en el treball previ dels missioners portuguesos Gaspar do Amaral i António Barbosa. Es va popularitzar amb l'ocupació francesa del segle xix, i al segle xx pràcticament tots els escrits es feien en quốc ngữ.
Abans de la invasió per part dels francesos, els dos primers sistemes d'escriptura en vietnamita es van basar en l'escriptura xinesa:
- El joc de caràcters ideogràfics xinesos estàndard, anomenat chữ nho (caràcters escolars, 字 儒): es feia servir per escriure literatura xinesa
- Una complicada variant, coneguda com a chữ nôm (caràcters del sud / llengua mare, 字 喃) amb caràcters que no es troben en el xinès; aquest sistema s'adaptava millor als aspectes fonètics en què es diferencien el vietnamita del xinès.

L'escriptura xinesa estàndard, chữ nho, era usada més sovint, mentre que l'escriptura  chữ nôm  era utilitzada pels membres de l'elit educada (calia saber llegir chữ nho per poder llegir chữ nôm). Tots dos sistemes d'escriptura han caigut en desús en l'actualitat al Vietnam, i el sistema chữ nôm pràcticament ha desaparegut.
Els sis tons en vietnamita són:
| Símbol ASCII | Nom ASCII | Nom Unicode | Descripció                 | Vocal simple Unicode (a) |
| ------------ | --------- | ----------- | -------------------------- | ------------------------ |
|              | Ngang     | Ngang       | Cap to (pla)               | a (?·pàg.)               |
| /            | Sa ('c    | Sắc         | Ascendent                  | á (?·pàg.);              |
| `            | Huye^`n   | Huyền       | Descendent                 | à (?·pàg.)               |
| ?            | Ho? I     | Hoi         | Profund                    | a (?·pàg.)               |
| ~            | Nga ~     | Nga         | Profund (però no tan baix) | ã (?·pàg.)               |
| .            | Na (.ng   | Nang        | Baix, glotal               | a (?·pàg.)               |

Les marques dels tons s'escriuen dalt de la vocal a la qual afecten, amb l'excepció de Nang, on el punt va sota la vocal. Per exemple, el cognom comú Nguyễn comença amb SAMPA / N / (aquest so és difícil de posar al començament d'una paraula per als catalanòfons), i és seguit pel que millor s'adapti a la paraula anglesa "win". L'accent ~ indica un to profund; comença una mica baix, descendeix en el rang del to (pitch), després ascendeix al final de la paraula.
El vietnamita, que ha desenvolupat una morfologia aïllant característica de les llengües monosil·làbiques, com s'evidencia pel seu ric sistema tonal i diftongs sil·làbics i triftongs concebuts per diferenciar paraules d'una sola síl·laba, tanmateix, reté moltes característiques d'una llengua polisil·làbica, com s'evidencia en el fet que més de la meitat del seu vocabulari consisteix en paraules multisil·làbiques i compostes.
1. To ngang: té el contorn gairebé pla amb una baixada lleugera al final. Es diu també Bang o không dấu.
2. To huyền: té l'F0 gradual.
3. To ngã: té un patró global creixent però està interromput per una glotalització en el medi. Per això, està dividit en 3 parts: una baixada curta, un silenci i una pujada brusca.
4. To hỏi: baixa gradualment, després puja fins al nivell original.
5. To sắc: es diu to creixent perquè té una baixada lleugera al principi acompanyada per una pujada brusca al final.
6. To Nang: té una baixada curta interrompuda per una glotalització.
(DJO, Trần i Boulakia, 1998)

### Dialectes
Hi ha diversos dialectes intel·ligibles entre si (alguns més intel·ligibles que altres). Els tres dialectes principals són:
| Nom modern          | Dialectes regionals                                                                  | Nomanterior |
| ------------------- | ------------------------------------------------------------------------------------ | ----------- |
| Vietnamita del nord | Dialecte de Hanoi, altres dialectes del nord: Haiphong i diverses formes provincials | tonquinès   |
| Vietnamita central  | Dialecte Huế, Dialecte Nghệ An, Dialecte Quảng Nam                                   | Alt anamès  |
| Vietnamita del sud  | Dialecte de Ciutat Ho Chi Minh, Dialecte del Mekong (oest llunyà)                    | cotxinxinès |

Aquests dialectes són una mica diferents pel que fa al to, encara que el dialecte d'Huế és marcadament diferent als altres. Els tons  hỏi  i  ngã  són més diferents en el dialecte del nord que en el del sud.

## Descripció lingüística

### Les vocals
Les mateixes de l'alfabet llatí: "a", "e", "i", "o", "u"

#### Els monoftongs
La taula dels monoftongs (les vocals senzilles) a baix és un compost de les descripcions fonètics de Nguyễn (1997), Thompson (1965), i Han (1966). Aquesta és una descripció sobre les vocals del vietnamita de Hanoi (en les altres regions del Vietnam pronuncien aquests sons de forma diferent):
|             | Anterior | Central | Posterior |
| ----------- | -------- | ------- | --------- |
| Tancada     | i        |         | ɯ, u      |
| Semitancada | e        | əː      | o         |
| Semioberta  | ɛ        | ɜ       | ɔ         |
| Oberta      |          | ɐː/ ɐ   |           |
Totes les vocals són arrodonides, excepte les tres vocals posteriors: /u/, /o/ i /ɔ/, /ɜ/ i /ɐ/ es pronuncien molt curtes, més curtes que la resta de vocals. La /ɐ/ curta i la /ɐː/ llarga són fonemes vocàlics diferents. (El símbol [ː] indica la longitud.) Encara hi ha la qüestió de si /əː/ i /ɜ/ difereixen en qualitat i longitud o només en longitud. La descripció que acabem de fer té en compte que també hi ha una diferència en la qualitat dels sons (segons Thompson (1965)).
La correspondència entre l'ortografia i la pronunciació és molt complicada, on una sola lletra pot representar dos monoftongs diferents o monoftong i un diftong. El mateix monoftong pot ser també representat per més d'una lletra:
| Ortografia | Valor(s) fonètic(s) |  | Ortografia | Valor(s) fonètic(s) |
| ---------- | ------------------- |  | ---------- | ------------------- |
| a          | /ɐː/, /ɐ/, /ɜ/      |  | o          | /ɔ/, /ɐw/, /w/      |
| ă          | /ɐ/                 |  | ô          | /o/, /ɜw/, /ɜ/      |
| â          | /ɜ/                 |  | ơ          | /əː/, /ɜ/           |
| e          | /ɛ/                 |  | u          | /u/, /w/            |
| ê          | /e/, /ɜ/            |  | ư          | /ɯ/                 |
| i          | /i/, /j/            |  | y          | /i/, /j/            |

Totes les paraules que escrites comencen amb una vocal, realment comencen amb una pausa glotal [ʔ], la qual no apareix representada en l'ortografia.

#### Els diftongs i els triftongs
A més dels monoftongs, el vietnamita té diversos diftongs i triftongs. La majoria són d'una vocal seguida per / j / o / w /. (Fonològicament parlant, seria millor considerar-los com una seqüència d'una vocal i una consonant.) La taula a continuació d'aquest text (Nguyễn 1997) indica els diftongs i triftongs del dialecte Hanoi, amb els seus corresponents signes ortogràfics.
| /ɜ/ Diptong | Ortografia     |  | /j/ Di-/Triptong | Ortografia |  | /w/ Di-/Triptong | Ortografia     |
| /iɜ/        | ia, ya, iê, yê |  | /əːj/            | ơi         |  | /iw/             | iu (ưu)        |
| /ɯɜ/        | ưa, ươ         |  | /ɜj/             | ây, ê      |  | /ew/             | êu             |
| /uɜ/        | ua, uô         |  | /ɐːj/            | ai         |  | /ɛw/             | eo             |
|             |                |  | /ɐj/             | ay, a      |  | /əːw/            | ơu             |
|             |                |  | /ɯj/             | ưi         |  | /ɜw/             | âu, ô          |
|             |                |  | /uj/             | ui         |  | /ɐːw/            | ao             |
|             |                |  | /oj/             | ôi         |  | /ɐw/             | au, o          |
|             |                |  | /ɔj/             | oi         |  | /ɯw/             | ưu             |
|             |                |  | /ɯɜj/            | ươi        |  | /iɜw/            | iêu, yêu (ươu) |
|             |                |  | /uɜj/            | uôi        |  | /ɯɜw/            | ươu            |
/j/ mai va després de vocals frontals (/i/, /e/, /ɛ/). /w/ mai es presenta després de vocals arrodonides (/u/, /o/, /ɔ/).
Thompson (1965) diu que a Hanoi, les paraules amb els fonemes "ưu" y "ươu" es pronuncien com a /iw/ i /iɜw/, respectivament, mentre que en altres dialectes del delta de Tonkin es pronuncien com /ɯw/ y /ɯɜw/. Els parlants de Hanoi que pronuncien aquestes paraules com / ɯw / i / ɯɜw / estan fent servir una pronunciació per fonemes, cosa que no esmenta Nguyễn (1997).
Thompson també indica que a Hanoi, els diftongs, "iê" /iɜ/, "ươ" /ɯɜ/, "uô" /uɜ/, poden pronunciar-se com a /ie/, /ɯəː/, i /uo/, respectivament (segons els que suggereixen la pronunciació per fonemes), però davant de /k/ i /ŋ/ sempre se pronuncien /iɜ/, /ɯɜ/, /uɜ/. Nguyễn només diu que sempre es pronuncien com a: /iɜ/, /ɯɜ/, /uɜ/.

#### Les consonants
Segons Hanoi:
|            |           | Labial | Alveolar | Palatal | Velar | Glotal |
| ---------- | --------- | ------ | -------- | ------- | ----- | ------ |
| Oclusives  | Sorda     | p      | t        | c       | k     | ʔ      |
| Oclusives  | Aspirada  |        | tʰ       |         |       |        |
| Oclusives  | implosiva | ɓ      | ɗ        |         |       |        |
| Fricatives | Sordes    | f      | s        |         | x     | h      |
| Fricatives | Sonores   | v      | z        |         | ɣ     |        |
| Aproximant | Centrals  | w      |          |         | j     |        |
| Aproximant | Laterals  |        |          | l       |       |        |

|            | Bilabial | Alveolar   | Retroflexes | Palatal | Velar | Glotal |
| Oclusives  | p/b      | t/d, [th]* | t           | [ty]    | k     |        |
| Fricatives | f/v      | s/z        | s/z         | Z       | x/[Y] | h      |
| Nasals     | m        | n          |             | ñ       | N     |        |
| Liquides   |          | l          |             |         |       |        |
- /th/ és una oclusiva alveolar aspirada, sorda

## Gramàtica
Com moltes llengües al sud-est asiàtic, el vietnamita és una llengua analítica. No fa servir la morfologia per indicar cas, gènere, nombre o temps com la majoria de les llengües europees (i com a resultat d'això no distingeix entre els verbs conjugats i verboides). És a dir, en comptes de canviar paraules internament per indicar aquestes funcions gramaticals, el vietnamita fa servir partícules gramaticals separades i estructures sintàctiques.
Les que segueixen són algunes frases en vietnamita amb glosses i traduccions al català:
| Giáp                 | là  | sinh viên. |
| Giáp                 | ser | estudiant  |
| "Giáp és estudiant." |     |            |
| Mai                    | rất  | cao. |
| Mai                    | molt | alt  |
| "Mai és molt alta."[3] |      |      |
| Người                                            | đó   | là  | anh           | nó. |
| Persona                                          | això | ser | (major) germà | ell |
| "Aquesta persona és el seu germà." (Germà d'ell) |      |     |               |     |
| Con                                | chó | này  | chẳng | bao giờ   | sủa    | cả.        |
| classificador                      | gos | això | no    | algun.cop | bordar | en.absolut |
| "Aquest gos mai borda en absolut." |     |      |       |           |        |            |
| Nó                                      | chỉ | ăn     | cơm    | Việt Nam | thôi. |
| Ell                                     | sol | menjar | menjar | Vietnam  | sol   |
| "Ell només menja el menjar vietnamita." |     |        |        |          |       |
| Cái                                           | thằng         | chồng | em                | nó  | chẳng | ra     | gì. |
| Focalització                                  | Classificador | Marit | jo (com a esposa) | ell | no    | sortir | què |
| "Aquest espòs meu, ell no serveix per a res." |               |       |                   |     |       |        |     |
| Tôi                         | thích   | cái          | con           | ngựa   | đen.  |
| Jo (genèric)                | agradar | Focalització | Classificador | Cavall | negre |
| "M'agrada el cavall negre." |         |              |               |        |       |